# Nothing Really Matters
"Nothing Really Matters" je peti i konačni singl američke pjevačice Madonne s njenog sedmog studijskog albuma Ray of Light. Pjesmu su napisali Madonna i Patrick Leonard. Izdana je u ožujku 1999. godine pod Maverick Recordsom. Pjesma je dobila pozitivne recenzije kritičara, ali je bila skromnijeg uspjeha na ljestvicama. U UK je ušla u Top 10 i zaradila srebrnu certifikaciju. 

## Na ljestvicama
U Sjedinjenim Državama pjesma je debitirala na 25. mjestu Billboardove Bubbling Under Hot 100 Singles Chart, prije nego što se pojavila na 93. poziciji Billboard Hot 100 nakon 6 tjedana, postavši najslabije plasiran Madonnin singl na toj ljestvici do tada. Fanovi su za to krivili Warner Bros. jer je video za pjesmu izašao 2 mjeseca prije izlaska singla. Pjesma je bila veliki hit na Billboardovoj Hot Dance Music/Club Play Chart s još jednim brojem 1 i na Hot Dance Single Sales Chart s 3. mjestom. 
U svijetu je singl napravio skroman uspjeh dospjevši u prvih 10 u UK (gdje je dobio srebrnu certifikaciju s prodanih 128.137 kopija), Kanadi, Novom Zelandu i Finskoj.

## Glazbeni video
Glazbeni video je snimio Johan Renck i to 9. i 10. siječnja 1999. u New Yorku. Madonna je bila obučena kao gejša i nosila je svoje dijete. Imala je crveni kimono na sebi i plesala je. U drugom dijelu spota pleše posebni azijski ples.
Kimono koji je nosila kreirao je Jean-Paul Gaultier, koji je kreirao i cijeli gejša-segment koncerta na Drowned World Tour 2001. Ovu pjesmu je izvela u veljači 1999.na dodjeli Grammy nagrada i koristila je isti izgled.

## Službene verzije
- Album Version (4:28)
- Edit (4:10) (samo promo)
- Club 69 Vocal Club Mix (7:53)
- Club 69 Vocal Edit (5:20) (samo promo)
- Club 69 Radio Mix (3:44)
- Club 69 Mix-show Mix (5:36)
- Club 69 Future Mix (8:20)
- Club 69 Future Dub (5:49)
- Club 69 Future Edit (4:31) (samo promo)
- Club 69 Phunk Mix (8:02)
- Club 69 Phunk Edit (5:29) (samo promo)
- Club 69 Speed Mix (10:39)
- Club 69 Speed Dub (10:22) (samo promo)
- Vikram Radio Remix (7:44)
- Vikram Remix (8:34)
- Vikram Cybercut Remix (13:43) (samo promo)
- Kruder & Dorfmeister Mix (11:10)
- Kruder & Dorfmeister Dub (11:36) (samo promo)

## Popis pjesama i formata
| Američki 7" vinil (7-17102) Američki CD singl (9 17102-2) - A "Nothing Really Matters" (Album Version) — 4:27 - B "To Have And Not To Hold" — 5:23 Američki 12" promotivni vinil (PRO-A-9665-A) - A "Nothing Really Matters" (Vikram Cybercut) — 13:44 - B "Nothing Really Matters"(Kruder & Dorfmeister Remix) — 11:10 Američki 12" promotivni vinil (PRO-A-9700-A) - A "Nothing Really Matters" (Club 69 Speed Mix) — 10:35 - B "Nothing Really Matters" (Club 69 Speed Dub) — 10:25 Američki 2 x 12" vinil (9 44613-0) - A1 "Nothing Really Matters" (Club 69 Vocal Club Mix) — 7:51 - A2 "Nothing Really Matters" (Album Version) — 4:27 - B1 "Nothing Really Matters" (Club 69 Future Mix) — 8:19 - B2 "Nothing Really Matters" (Club 69 Radio Mix) — 3:45 - C1 "Nothing Really Matters" (Club 69 Funk Mix) — 8:00 - C2 "Nothing Really Matters" (Vikram Radio Remix) — 7:43 - D1 "Nothing Really Matters" (Club 69 Future Dub) — 5:48 - D2 "Nothing Really Matters"(Kruder & Dorfmeister Remix) — 11:10 Europski 12" vinil (9362 44625 0) - A1 "Nothing Really Matters" (Album Version) — 4:27 - A2 "Nothing Really Matters" (Club 69 Vocal Club Mix) — 7:51 - B1 "Nothing Really Matters" (Club 69 Future Mix) — 8:19 - B2 "Nothing Really Matters"(Kruder & Dorfmeister Remix) — 11:10 Europski CD singl (9362 44622 2) 1. "Nothing Really Matters" (Club 69 Future Mix) — 8:19 2. "Nothing Really Matters" (Club 69 Funk Mix) — 8:00 3. "Nothing Really Matters" (Vikram Remix) — 8:37 4. "Nothing Really Matters" (Club 69 Mix Show Mix) — 5:40 Australski CD singl (93624 46202) 1. "Nothing Really Matters" (Album Version) — 4:27 2. "Nothing Really Matters" (Club 69 Radio Mix) — 3:45 3. "Nothing Really Matters" (Club 69 Vocal Club Mix) — 7:51 4. "Nothing Really Matters"(Kruder & Dorfmeister Remix) — 11:10 | Britanski 12" promo vinyl (GFL 001) - A "Nothing Really Matters"(Kruder & Dorfmeister Dub) — 11:36 Britanski 12" vinil (9362 44624 0) - A1 "Nothing Really Matters" (Club 69 Future Mix) — 8:19 - A2 "Nothing Really Matters" (Club 69 Future Dub) — 5:48 - B1 "Nothing Really Matters"(Kruder & Dorfmeister Remix) — 11:10 - B2 "Nothing Really Matters" (Club 69 Radio Mix) — 3:45 Britanski kaseta singl (5439 16997 4) 1. "Nothing Really Matters" (Album Version) — 4:27 2. "Nothing Really Matters" (Club 69 Radio Mix) — 3:45 Britanski promotivni CD singl (A5721 13) 1. "Nothing Really Matters" (Edit) — 4:11 2. "Nothing Really Matters" (Club 69 Radio Mix) — 3:45 Britanski CD singl 1 (W471CD1) 1. "Nothing Really Matters" (Album Version) — 4:27 2. "Nothing Really Matters" (Club 69 Radio Mix) — 3:45 3. "Nothing Really Matters"(Kruder & Dorfmeister Remix) — 11:10 Britanski CD singl 2 (W471CD2) 1. "Nothing Really Matters" (Club 69 Radio Mix) — 3:45 2. "Nothing Really Matters" (Club 69 Future Mix) — 8:19 3. "Nothing Really Matters" (Club 69 Future Dub) — 5:48 Japanski Maxi-CD (WPCR-10298) 1. "Nothing Really Matters" (Club 69 Future Mix) — 8:19 2. "Nothing Really Matters" (Club 69 Funk Mix) — 8:00 3. "Nothing Really Matters" (Vikram Radio Remix) — 7:42 4. "Nothing Really Matters" (Club 69 Mix Show Mix) — 5:40 Američki Maxi-CD (9 44613-2) 1. "Nothing Really Matters" (Album Version) — 4:27 2. "Nothing Really Matters" (Club 69 Vocal Club Mix) — 7:51 3. "Nothing Really Matters" (Club 69 Future Mix) — 8:19 4. "Nothing Really Matters" (Club 69 Funk Mix) — 8:00 5. "Nothing Really Matters" (Club 69 Speed Mix) — 10:35 6. "Nothing Really Matters"(Kruder & Dorfmeister Remix) — 11:10 7. "Nothing Really Matters" (Vikram Remix) — 8:37 8. "Nothing Really Matters" (Club 69 Future Dub) — 5:48 9. "Nothing Really Matters" (Club 69 Radio Mix) — 3:45 |

## Uspjeh na ljestvicama
| Ljestvica (1999)                   | Pozicija |
| ---------------------------------- | -------- |
| Australija                         | 15       |
| Austrija                           | 29       |
| Belgija (Flandrija)                | 43       |
| Belgija (Valonija)                 | 39       |
| Europa                             | 16       |
| Finska                             | 6        |
| Francuska                          | 48       |
| Irska                              | 28       |
| Italija                            | 6        |
| Japan                              | 25       |
| Kanada                             | 6        |
| Nizozemska                         | 34       |
| Novi Zeland                        | 7        |
| Njemačka                           | 38       |
| Švedska                            | 41       |
| Švicarska                          | 26       |
| Ujedinjeno Kraljevstvo             | 7        |
| U.S. Billboard Hot 100             | 93       |
| U.S. Billboard Hot Dance Club Play | 1        |

| Država                 | Certifikacija | Prodano |
| ---------------------- | ------------- | ------- |
| Ujedinjeno Kraljevstvo | srebrna       | 200,000 |